# Metadina
Metadina là một chi thực vật có hoa trong họ Thiến thảo (Rubiaceae).

## Loài
Chi Metadina gồm các loài: